# NGC 5274
NGC 5274 (другие обозначения — MCG 5-32-66, ZWG 161.125, PGC 48536) — эллиптическая галактика (E) в созвездии Гончие Псы.
Этот объект входит в число перечисленных в оригинальной редакции «Нового общего каталога».